# Мужчине живётся трудно. Фильм 47: Уважаемый господин Торадзиро Курума
«Мужчине живётся трудно. Фильм 47: Уважаемый господин Торадзиро Курума» (яп. 男はつらいよ　拝啓　車寅次郎様, Отоко-ва цурай ё: хайкэй, курума торадзиро-сама; англ. Tora-san's Easy Advice (Tora-san 47) — японская комедия режиссёра Ёдзи Ямады, вышедшая на экраны в 1994 году. Предпоследняя, 47-я серия полюбившегося японским зрителям киносериала о комичных злоключениях незадачливого простака Торадзиро Курума, или по простому Тора-сана. По результатам проката фильм посмотрели 2 млн. 176 тыс. японских зрителей.

## Сюжет
Племянник Тора-сана Мицуо наконец-то нашёл работу продавца на обувной фабрике. Его мать Сакура и отец Хироси очень довольны и желают, чтобы сын не оставил эту работу. Даже дядя Торадзиро приехал, чтобы поддержать племянника и настроить его на должное отношение к появившейся наконец-то работе. Но у Мицуо своё мнение: ему не нравится эта работа. Маленькой семейной ссоры было достаточно для того, чтобы Тора-сан отправился в новое путешествие. Он остановился у красивого озера Бива, где помогает травмированной туристке Норико… Она нравится ему, но прежде чем что-то могло развиться в их отношениях, Норико исчезает. Между тем, недовольный своей работой Мицуо, бросает её, и, приглашённый на фестиваль в Нагахаме, уезжает туда. Здесь, на фестивале он знакомится с мятежной девушкой Нао, работницей почтового отделения и влюбляется в неё.

## В ролях
- Киёси Ацуми — Торадзиро Курума (или Тора-сан)
- Тиэко Байсё — Сакура, сестра Торадзиро
- Рино Катасэ — Норико Мия
- Хидэтака Ёсиока — Мицуо Сува, сын Сакуры и Хироси, племянник Тора-сана
- Рихо Макисэ — Нао Каваи
- Сатико Кобаяси — играет саму себя
- Масами Симодзё — Тацудзо Курума, дядя Тора-сана
- Тиэко Мисаки — Цунэ Курума, тётя Тора-сана
- Гин Маэда — Хироси Сува, муж Сакуры
- Хисао Дадзай — Умэтаро, босс Хироси
- Гин Маэда — Хироси, муж Сакуры
- Сэй Хираидзуми — муж Норико
- Тёитиро Каварадзаки — отец Нао
- Масако Яги — мать Нао
- Масато Ямада — Нобу, старший брат Нао

## Премьеры
- — национальная премьера фильма состоялась 23 декабря 1994 года в Токио[1].